# Sportclub Cambuur Leeuwarden 2008-2009
Questa voce raccoglie le informazioni riguardanti lo Sportclub Cambuur Leeuwarden nelle competizioni ufficiali della stagione 2008-2009.

## Stagione
Nella stagione 2008-2009 il Cambuur Leeuwarden ha disputato l'Eerste Divisie, seconda serie del campionato olandese di calcio, terminando la stagione al terzo posto con 69 punti conquistati in 38 giornate, frutto di 20 vittorie, 9 pareggi e 9 sconfitte. Grazie a questo piazzamento ha partecipato agli spareggi per due posti in Eredivisie: ha raggiunto le finali dove è stato sconfitto dal Roda dopo i tiri di rigore. Nella KNVB beker il Cambuur Leeuwarden è sceso in campo dal secondo turno, raggiungendo il terzo turno dove è stato eliminato dallo Sparta Rotterdam.

## Rosa
| N. |                        | Ruolo | Calciatore           |
| -- | ---------------------- | ----- | -------------------- |
| 1  | Paesi Bassi (bandiera) | P     | Peter van der Vlag   |
| 2  | Paesi Bassi (bandiera) | D     | Dennis van der Ree   |
| 3  | Paesi Bassi (bandiera) | D     | Koen Brack           |
| 4  | Paesi Bassi (bandiera) | D     | Rudy Jansen          |
| 5  | Paesi Bassi (bandiera) | D     | Michael Jansen       |
| 6  | Paesi Bassi (bandiera) | C     | Paul Beekmans        |
| 7  | Camerun (bandiera)     | A     | Marc Mboua           |
| 8  | Paesi Bassi (bandiera) | C     | Danny Guijt          |
| 9  | Paesi Bassi (bandiera) | A     | Ruud ter Heide       |
| 10 | Paesi Bassi (bandiera) | C     | Sandor van der Heide |
| 11 | Paesi Bassi (bandiera) | C     | Rachid El Khalifi    |
| 12 | Paesi Bassi (bandiera) | A     | Mark de Vries        |
| 14 | Paesi Bassi (bandiera) | A     | Nassir Maachi        |
| 15 | Paesi Bassi (bandiera) | C     | Erik Wegh            |

| N. |                        | Ruolo | Calciatore          |
| -- | ---------------------- | ----- | ------------------- |
| 16 | Paesi Bassi (bandiera) | A     | Jurrick Juliana     |
| 16 | Paesi Bassi (bandiera) | C     | Tjaronn Chery       |
| 17 | Paesi Bassi (bandiera) | D     | Chris de Wagt       |
| 18 | Paesi Bassi (bandiera) | D     | Sander Fischer      |
| 19 | Paesi Bassi (bandiera) | C     | Anco Jansen         |
| 20 | Paesi Bassi (bandiera) | A     | Jurjen Bosch        |
| 21 | Paesi Bassi (bandiera) | C     | Kees Tol            |
| 22 | Paesi Bassi (bandiera) | P     | Robbert Te Loeke    |
| 23 | Canada (bandiera)      | C     | Brandon Bonifacio   |
| 24 | Paesi Bassi (bandiera) | D     | Ale de Boer         |
| 25 | Paesi Bassi (bandiera) | D     | Randy Rustenberg    |
| 26 | Belgio (bandiera)      | D     | Pieter Collen       |
| 27 | Paesi Bassi (bandiera) | A     | Jeffrey de Visscher |
| 33 | Paesi Bassi (bandiera) | P     | Ale Geert de Vries  |

## Statistiche

### Statistiche di squadra
| Competizione   | Punti | In casa | In casa | In casa | In casa | In casa | In casa | In trasferta | In trasferta | In trasferta | In trasferta | In trasferta | In trasferta | Totale | Totale | Totale | Totale | Totale | Totale | DR  |
| Competizione   | Punti | G       | V       | N       | P       | Gf      | Gs      | G            | V            | N            | P            | Gf           | Gs           | G      | V      | N      | P      | Gf     | Gs     | DR  |
| -------------- | ----- | ------- | ------- | ------- | ------- | ------- | ------- | ------------ | ------------ | ------------ | ------------ | ------------ | ------------ | ------ | ------ | ------ | ------ | ------ | ------ | --- |
| Eerste Divisie | 69    | 19      | 11      | 5       | 3       | 39      | 25      | 19           | 9            | 4            | 6            | 29           | 24           | 38     | 20     | 9      | 9      | 68     | 49     | +19 |
| KNVB beker     | -     | 1       | 0       | 1       | 0       | 3       | 3       | 1            | 0            | 0            | 1            | 1            | 2            | 2      | 0      | 1      | 1      | 4      | 5      | -1  |
| Totale         | -     | 20      | 11      | 6       | 3       | 42      | 28      | 20           | 9            | 4            | 7            | 30           | 26           | 40     | 20     | 10     | 10     | 72     | 54     | +18 |